# Georg Kulenkampff
Georg Kulenkampff   (Bremen, 23 de gener de 1898 - Schaffhausen, 4 d'octubre de 1948) va ser un violinista virtuós alemany. Un dels violinistes de concert alemanys més populars dels anys 30 i 40, va ser considerat un dels millors violinistes del segle xx.
Kulenkampff era conegut sobretot per les seves interpretacions d'obres del període romàntic. Va oferir l'estrena del concert per a violí de Robert Schumann 84 anys després que fos escrit i va fer el primer enregistrament de la peça. A més, les seves interpretacions dels concerts per a violí de Bruch, Beethoven, Mendelssohn i Glazunov es consideren entre les millors que s'han registrat, però la seva mort prematura per encefalitis i el fet que la seva carrera discogràfica coincideixi amb l'època nazi han impedit que el seu nom sigui més conegut. als oients moderns.

## Biografia
Georg Kulenkampff era fill d'una família de comerciants benestants de Bremen. Es va interessar pel violí des de molt jove, i a partir de 1904 amb 6 anys d'edat va començar a rebre instruccions del concertino de la Filharmònica de Bremer, i després amb el seu director Ernst Wendel. Després va rebre lliçons i ànims de Leopold Auer (professor de Mischa Elman, Efrem Zimbalist, Jascha Heifetz, Nathan Milstein i altres) a Dresden, i va debutar en concert el 1912 com a violinista solista. Per recomanació d'Auer va ser enviat a estudiar amb Willy Hesse a la Berlin Music Hochschule, i amb el temps es va convertir en director de la Hochschule Orchestra.
La salut de Kulenkampff era fràgil des dels primers anys, i cap al final de la Primera Guerra Mundial va tornar a la seva ciutat natal per esdevenir concertista de la Filharmònica de Bremen. Va progressar ràpidament, especialment com a solista, i el 1923 es va convertir en professor ordinari a la Berlin Music Hochschule. Hi va ensenyar fins a l'any 1926, quan la seva carrera en solitari es va fer molt absorbent, però va reprendre l'ensenyament allà el 1931 fins a la seva marxa d'Alemanya el 1944. Paral·lelament, va donar concerts per tota Alemanya i, cada cop més, a diverses parts d'Europa, i havia una intensa carrera de radiodifusió. El 1927, va interpretar el Concert per a doble violí de Bach en re menor amb Alma Moodie (alumne de Carl Flesch) i la Filharmònica de Berlín (BPO)
El 1935 va formar un famós trio amb el pianista Edwin Fischer i el violoncel·lista Enrico Mainardi, amb qui va romandre actiu fins al 1948. Després de la seva mort, va ser substituït com a violinista per Wolfgang Schneiderhan. També tocà en duos de piano, especialment amb Georg Solti i Wilhelm Kempff: amb Solti enregistrà les sonates de Brahms, la 20a sonata de Mozart i la sonata Kreutzer de Beethoven per a Decca, i també hi ha una Kreutzer amb Kempff (DGG, 1935). El seu enregistrament (Decca) del Doble Concert de Brahms amb Mainardi, sota la batuta de Carl Schuricht, també és notable.
L'any 1937 va estrenar el redescobert Concert per a violí en re menor de Robert Schumann, que havia estat estudiat i suprimit per Joseph Joachim, però que Kulenkampff va reviure ara amb l'ajuda de Georg Schünemann, el director de l'"Estat prussià designat pels nazis". Library" (alemany: Preußische Staatsbibliothek), on hi havia la partitura autògrafa, i Paul Hindemith, les composicions del qual ja estaven prohibides per les autoritats nazis. La incorporació d'aquesta obra al repertori va ser important, i poc després Kulenkampff en va fer l'estrena mundial. Abans de la guerra va gravar els concerts de Beethoven (BPO sota Hans Schmidt-Isserstedt) i Mendelssohn: va continuar interpretant l'obra de Mendelssohn a l'Alemanya nazi malgrat la prohibició antisemita de la seva música, i per a altres concerts va utilitzar les cadències molt considerades del jueu Fritz Kreisler.
Kulenkampff va fer diverses altres estrenes mundials, destacant obres d'Ottorino Respighi (sonata per a violí núm. 2) i de Jean Sibelius. Va ser molt demandat i molt ocupat durant el període nazi, com a músic "ari", tot i que no estava subscrit a les teories nacionalistes-racistes nazis i, en virtut de la seva importància i el seu estatus "ari", va poder mantenir-se.
El 1940 es va traslladar a Potsdam, i el 1944, amb demandes cada cop més inacceptables i intolerants de les potències dominants, va marxar d'Alemanya cap a Suïssa. Des de 1943 hi ha un enregistrament en directe des de Berlín d'una interpretació del concert de Sibelius dirigit per Wilhelm Furtwängler amb el BPO. Des de Suïssa va continuar desenvolupant la seva carrera internacional en solitari, i va esdevenir el successor de Carl Flesch com a professor de violí al Conservatori de Lucerna. Va ser primer violí del "Quartet Kulenkampff" des de 1944, i entre els seus alumnes hi havia l'italoamericà Ruggiero Ricci de San Francisco.
Kulenkampff va morir a Schaffhausen, Suïssa d'encefalitis (paràlisi espinal) als 50 anys, patint un inici ràpid poc després del seu últim concert. Les seves memòries van aparèixer pòstumament l'any 1952, titulades "Observacions d'un violinista" (Geigerische Betrachtungen).